# Pľaša
Pľaša (polsky Płasza, 1162 m n. m.) je hora v Bukovských vrších na slovensko-polské státní hranici. Nachází se v pohraničním hřebeni mezi vrcholy Kurników Beskid (1037 m) na severozápadě a Ďurkovec (1188 m) na jihovýchodě. Vrcholem prochází hranice mezi slovenským NP Poloniny a polskou CHKO Cisna-Wetlina. Na slovenské straně se rozkládá NPR Pľaša.

## Přístup
- po červené  značce z vrcholu Kruhliak
- po červené  značce ze Sedla pod Ďurkovcom

## Chráněné území
Pľaša je národní přírodní rezervace v oblasti Poloniny. Nachází se v katastrálním území obce Stakčín v okrese Snina v Prešovském kraji. Území bylo vyhlášeno či novelizováno v letech 1967, 1984, 1988 na rozloze 110,8 ha. Ochranné pásmo nebylo stanoveno.

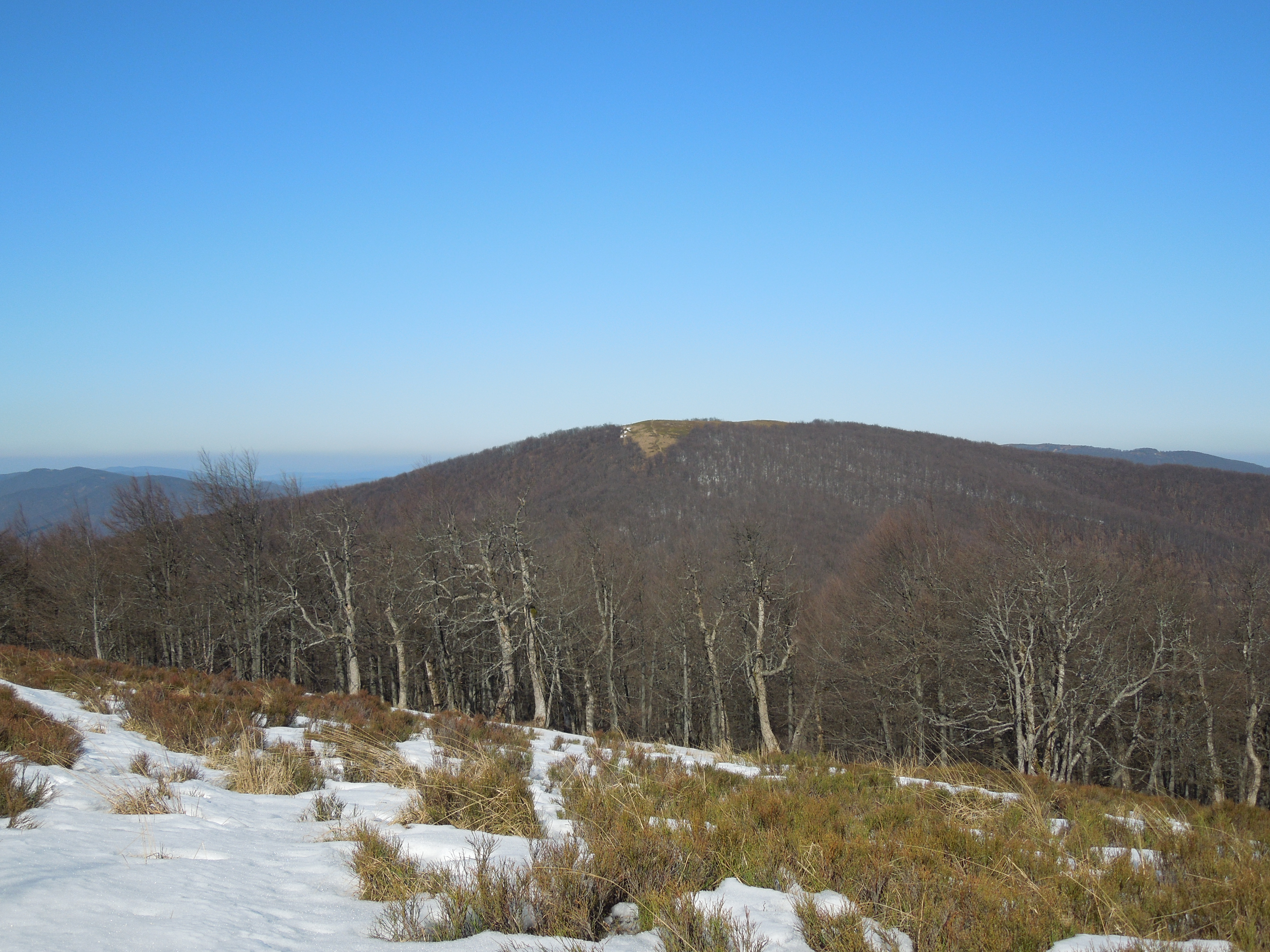
Pľaša směrem od Ďurkovce